# 6·23 평화통일 외교정책 선언
6·23 평화통일 외교정책 선언(약칭 6·23 선언)은 1973년 6월 23일 박정희 대통령이 발표한 선언으로서, 남북한 유엔 동시 가입, 공산주의 국가에의 문호 개방 등이 담겨 있다.

## 배경
다음과 같은 세계적인 데탕트 분위기가 조성됐다. 이는 박정희 정부에 위기였다. 왜냐하면, 박정희 정부는 할슈타인 독트린을 따르고 있었기 때문이다. 박정희 정부는 이러한 상황을 기회로, 즉 이러한 상황에 능동적으로 대처하고자, 그리고 1972년 7월 4일에 대한민국과 조선민주주의인민공화국이 함께 발표한 7·4 남북 공동 성명의 연장선으로서, 또한 1974년부터 대한민국의 1인당 국민소득이 조선민주주의인민공화국의 1인당 국민소득을 앞지르기 시작했기에, 자신감이 있어서, 6·23선언을 했다.

## 6.23 선언의 배경

### 국제사회의 상황
- 1960년대 비동맹 운동 국가들의 유엔 가입[1]
- 1969년 7월 25일에 미국의 새로운 대통령이 된 리처드 닉슨이 닉슨 독트린을 발표함 (이는 트루먼 독트린의 폐기를 의미함)
- 1969년 10월 28일에 서독의 새로운 총리가 된 빌리 브란트 (사민당 소속) 가 동방 정책을 추진함 (이는 사실상 할슈타인 독트린의 폐기를 의미함)
- 1970년 동독과 서독이 동서독 정상 회담을 함
- 1970년대 미국과 중화인민공화국 사이의 핑퐁 외교
- 1971년 10월 25일에 유엔은 중화인민공화국을 유엔의 새로운 중국 대표로 인정하고, 중화민국의 대표권을 상실하는 유엔 총회 결의 제2758호를 채택함 (유엔 회원국#중화민국 참조)
- 1972년 12월 21일에 동독과 서독이 동서독 기본 조약을 체결함
- 1973년 9월 18일에 동독과 서독이 유엔에 동시에 가입함[2]
- 1979년 1월 1일에 미국과 중화인민공화국이 수교함

### 조선민주주의인민공화국의 상황
- 1972년을 '외교의 해' 로 정하고, 수많은 국가와 수교함[3]
- 1973년 5월 17일에 세계보건기구에 가입함[4]
- 1973년 5월 19일에 유엔무역개발회의에 가입함[5][6]

## 내용
1973년 6월 23일 오전 10시에 박정희 대통령은 다음과 같이 발표했다.

그러므로, 나는 이에 다음과 같은 정책을 선언하는 바입니다.
- 조국의 평화적 통일은 우리 민족의 지상과업이다. 우리는 이를 성취하기 위한 모든 노력을 계속 경주한다.
- 한반도의 평화는 반드시 유지되어야 하며, 남북한은 서로 내정에 간섭하지 않으며 침략을 하지 않아야 한다.
- 우리는 남북공동성명의 정신에 입각한 남북대화의 구체적 성과를 위하여 성실과 인내로써 계속 노력한다.
- 우리는 긴장완화와 국제협조에 도움이 된다면, 북한이 우리와 같이 국제기구에 참여하는 것을 반대하지 않는다.
- 국제연합의 다수 회원국의 뜻이라면 통일에 장애가 되지 않는다는 전제하에 우리는 북한과 함께 국제연합에 가입하는 것을 반대하지 않는다. 우리는 국제연합 가입 전이라도 대한민국 대표가 참석하는 국제연합 총회에서의 '한국문제' 토의에 북한 측이 같이 초청되는 것을 반대하지 않는다.
- 대한민국은 호혜평등의 원칙하에 모든 국가에게 문호를 개방할 것이며, 우리와 이념과 체제를 달리하는 국가들도 우리에게 문호를 개방할 것을 촉구한다.
- 대한민국의 대외정책은 평화선린에 그 기본을 두고 있으며, 우방들과의 기존 유대관계는 이를 더욱 공고히 해나갈 것임을 재천명한다.

나는 이상에서 밝힌 정책 중 대북한관계 사항은 통일이 성취될 때까지 과도적 기간중의 잠정조치로서, 이는 결코 우리가 북한을 국가로 인정하는 것이 아님을 분명히 하여 둡니다.

## 국제사회의 반응
1973년 7월 10일에 발트하임 유엔 사무총장은 환영한다는 뜻을 밝혔다.
이는 이 당시에 동독과 서독의 유엔 동시 가입이 확실시되는 상황이었기에, 또 다른 분단국가였던 한국과 북한, 남베트남과 북베트남을 모두 유엔에 가입시켜서, 1973년 유엔 총회를 분단국 총회로 만들려는 것이었다.

## 조선민주주의인민공화국의 반응
- 1973년 6월 23일 저녁에 조국통일 5대 강령 (조국통일 5대 방침 또는 조국통일 5개 방침) 을 발표했다. 이 강령에서 남북한 유엔 동시 가입은 2개의 한국 정책이며, 이는 분단을 고착화시키는 것이기 때문에 반대한다고 말했다. 또한 단일 의석 가입을 주장했다.
- 1973년 7월에 유엔 옵서버 대표부를 설치했다.[9]
- 1973년 8월 28일에 다음과 같은 8·28 선언을 발표하며, 남북한 당국 대화를 중단했다.[10]

중앙정보부가 김대중 납치사건을 주모했으며, 6·23 선언은 2개의 한국(조선)을 획책하는 것이므로 더 이상 이후락과는 남북조절위를 진행시키지 않겠다.

### 비판
그러나 6·23선언 전인 1972년에 조선민주주의인민공화국은, 그 해를 '외교의 해' 로 정하고, 수많은 국가와 수교했다. 또한 6·23선언 전에 조선민주주의인민공화국은 세계보건기구, 유엔무역개발회의에 가입했다. 그리고 6·23선언 후에는 유엔 옵서버 대표부를 설치했다. 이러한 행동 모두는 사실상 2개의 조선 (2개의 한국) 정책을 편 것이나 다름없다.

## 결과
조선민주주의인민공화국이 남북한 유엔 동시 가입을 반대하고, 단일 의석 가입을 주장하면서, 남북 대화는 중단됐다. 그래서 1973년에 남북한 모두 유엔에 가입하지 못했다.
결국 1991년 9월 17일에 남북한이 동시에 유엔에 가입하게 되는데, 1990년 말까지 조선민주주의인민공화국은 남북한 동시 가입을 반대하고, 단일 의석 가입을 주장했다.
그러나 (1) 베를린 장벽이 붕괴되고 (1989년 11월 9일), 독일이 통일되고 (1990년 10월 3일), (2) 뒤이어서 소련이 해체되는 등 (1991년 12월 26일) 냉전 체제가 붕괴를 맞으면서, (3) 대한민국과 소련이 수교하고 (1990년 9월 30일), (4) 대한민국과 중화인민공화국이 수교하자 (1992년 8월 24일) 국제 사회의 여론은 남북한 동시 가입을 지지하게 됐다. 이렇게 국제 사회의 흐름이 조선민주주의인민공화국에 불리하게 돌아가자, 특히 독일이 통일됨으로써 조선민주주의인민공화국의 주된 반대 논리였던 "유엔에 동시에 가입하는 것은, 분단을 고착화시키는 것이다"는 논리가 사실상 근거가 없게 되자, 조선민주주의인민공화국도 결국, 단일 의석 가입을 포기하고, 동시 가입 쪽으로 방향을 전환했다.

## 같이 보기
- 7·4 남북 공동 성명
- 10월 유신
- 김대중 납치사건
- 남북한 관계
- 남북한 동시 유엔 가입
- 남북조절위원회
- 북방 정책
- 조국통일 5대 강령
- 한국의 재통일
- 한국과 유엔
- 한반도 분단